# Феврие, Жак
Жак Феврие́ (фр. Jacques Février; 26 июля 1900, Сен-Жермен-ан-Ле — 2 сентября 1979, Эпиналь) — французский пианист. Сын композитора Анри Феврие; дядя композитора Изабель Абулькер.
Окончил Парижскую консерваторию (1921) у Эдуара Рислера и Маргерит Лонг. Пользовался высоким авторитетом как исполнитель современной французской музыки: был, по выбору композитора, первым французским исполнителем знаменитого Концерта для левой руки Мориса Равеля, в 1932 году исполнил вместе с автором премьеру Концерта для двух фортепиано Франсиса Пуленка.
С 1959 года — профессор Парижской консерватории, среди его учеников, в частности, Бернард Рингайсен и Ален Плане.
Погиб в 1979 году, сбитый мотоциклистом.